# 6405 Komiyama
6405 Komiyama (1992 HJ) là một tiểu hành tinh vành đai chính được phát hiện ngày 30 tháng 4 năm 1992 bởi Yoshio Kushida và Osamu Muramatsu ở đài thiên văn Nam Yatsugatake.